# Gojko Kačar
Gojko Kačar, srbski nogometaš, * 26. januar 1987, Novi Sad.
Za srbsko reprezentanco je odigral 25 uradnih tekem.